# Thần kinh sống cùng IV
Thần kinh sống cùng IV (S4) là dây thần kinh sống thuộc đoạn cùng của tủy sống.
Thần kinh rời khỏi ống sống, thoát ra từ lỗ cùng thứ tư, bờ dưới đốt sống cùng IV (S4).
S4 chi phối các cơ:
- cơ chậu cụt
- cơ mu trực tràng
- cơ cụt
- cơ thắt hậu môn ngoài
- cơ thắt niệu đạo

## Ảnh trên thi thể

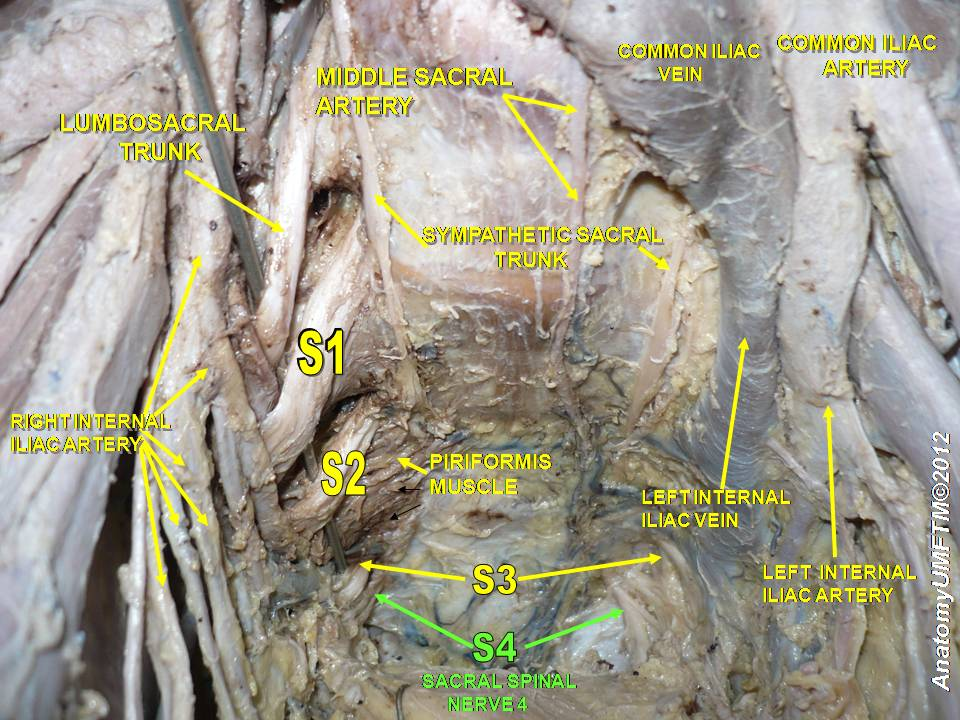
Thần kinh sống cùng IV